# Edmund Ludlow

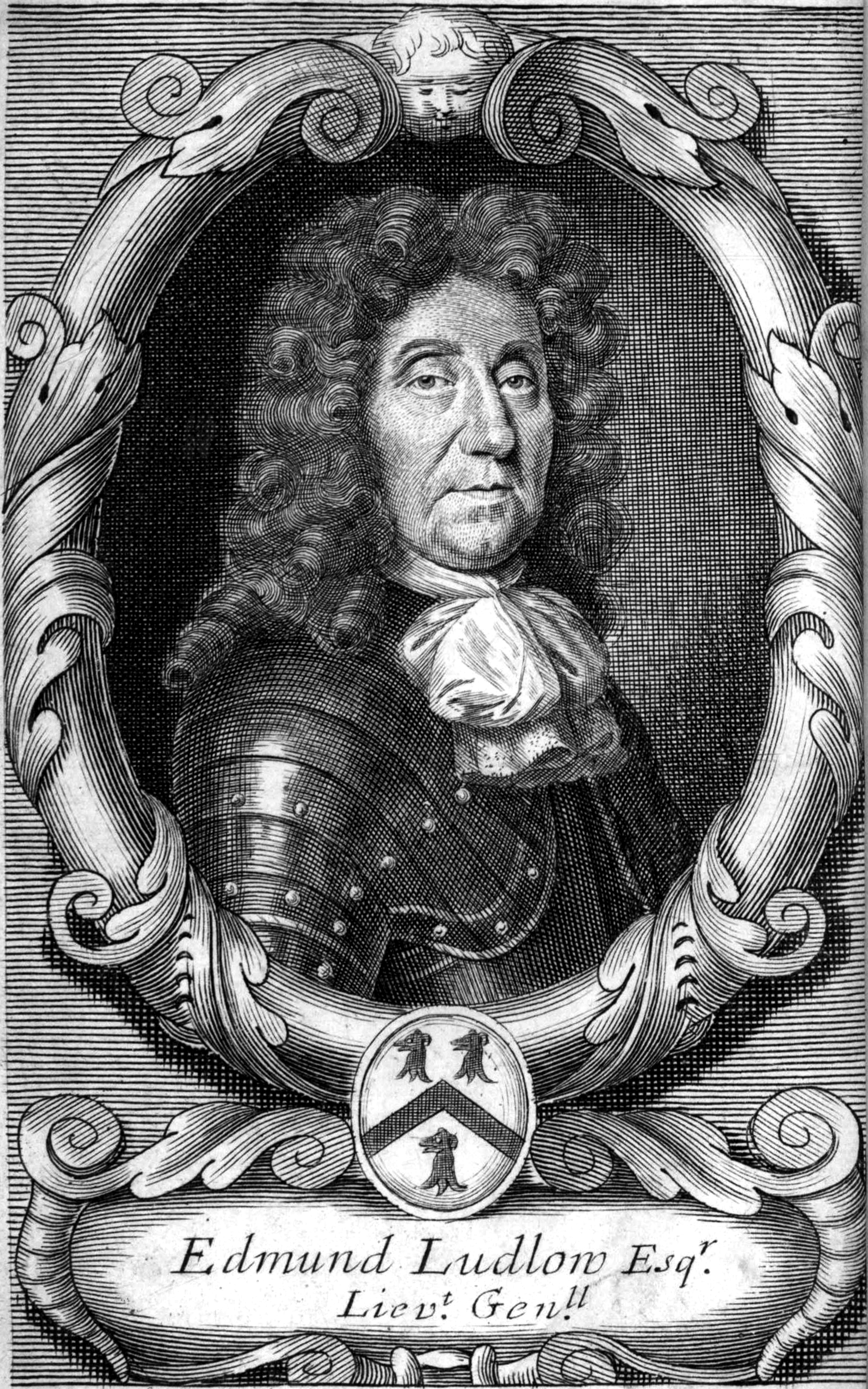
Edmund Ludlow.

Edmund Ludlow, född omkring 1617, död 1692, var en engelsk politiker.
Ludlow var vid den stora revolutionens utbrott jurist, deltog som frivillig på parlamentets sida i kriget fram till 1646, då han blev medlem av underhuset. Här tillhörde han de radikala, var en av kungens domare och blev 1649 medlem av statsrådet. Som generallöjtnant och sedan överbefälhavare bidrog Ludlow 1651-52 till Irlands kuvande. Han vägrade erkänna Oliver Cromwell, trog efter dennes död åter del i det politiska livet men flydde 1660 till Schweiz och dog där. Hans memoarer har utkommit i en mängd upplagor, den första 1698-99.